# Fiat 524
Fiat 524 — легковой автомобиль, выпускавшийся компанией Fiat с 1931 по 1934 год.
524 модель представляла собой более крупную и более роскошную модификацию Fiat 522.
Всего произведено 10 135 автомобилей.
В Польше выпускался также вариант 524 модели под названием Fiat-Polski 524.

## Модельный ряд
- Кабриолет, 4 двери, 4 сиденья
- Лимузин, 4 двери, 4 сиденья
- Седан, 4 двери, 4 сиденья

- Fiat 524 C Series1 Sedan 1931
- Fiat 524 L Series2 Sedan 1933